# Список объектов всемирного наследия ЮНЕСКО в Малави
В списке объектов всемирного наследия ЮНЕСКО в Малави значится 2 наименования, что составляет около 0,2 % от общего числа (1248 на 2025 год). Кроме этого, по состоянию на 2017 год, 6 объектов на территории Малави находятся в числе кандидатов на включение в список всемирного наследия.

## Список
В данной таблице объекты расположены в порядке их добавления в список всемирного наследия ЮНЕСКО.
| # | Изображение | Название                                                 | Местоположение              | Время создания   | Год внесения в список | №     | Критерии   | Национальный парк Малави ЧонгониГеографическое расположение объектов всемирного наследия ЮНЕСКО в Малави |
| - | ----------- | -------------------------------------------------------- | --------------------------- | ---------------- | --------------------- | ----- | ---------- | --- |
| 1 |             | Национальный парк Озеро Малави Lake Malawi National Park | Регион: Центральный и Южный | природный объект | 1984                  | № 289 | vii, ix, x | Национальный парк Малави ЧонгониГеографическое расположение объектов всемирного наследия ЮНЕСКО в Малави |
| 2 |             | Наскальные изображения в Чонгони Chongoni Rock Art Area  | Регион: Центральный         | Железный век     | 2006                  | № 476 | iii, vi    | Национальный парк Малави ЧонгониГеографическое расположение объектов всемирного наследия ЮНЕСКО в Малави |

## Кандидаты в список
В таблице объекты расположены в порядке их добавления в предварительный список. В данном списке указаны объекты, предложенные правительством Малави в качестве кандидатов на занесение в список всемирного наследия.
| # | Изображение | Название                                                                                            | Местоположение   | Время создания   | Год внесения в список | №      |
| - | ----------- | --------------------------------------------------------------------------------------------------- | ---------------- | ---------------- | --------------------- | ------ |
| 1 |             | Биосферный резерват Муландже Mulanje Mountain Biosphere Reserve                                     | Регион: Южный    | 1927             | 2000                  | № 1419 |
| 2 |             | Национальный парк Ньика Nyika National Park                                                         | Регион: Северный | природный объект | 2000                  | № 1420 |
| 3 |             | Святилища Кхулубви и Мбона Khulubvi And Associated Mbona Sacred Rain Shrines                        |                  | XVI век          | 2011                  | № 5602 |
| 4 |             | Маршруты работорговли и путь Дэвида Ливингстона Malawi Slave Routes and Dr. David Livingstone Trail |                  | XIX век          | 2011                  | № 5603 |
| 5 |             | Озеро Чилва Lake Chilwa Wetland                                                                     | Регион: Южный    | природный объект | 2011                  | № 5604 |
| 6 |             | Болото Ваза Vwaza Marsh Wildlife Reserve                                                            | Регион: Северный | природный объект | 2011                  | № 5605 |